# Matamoros
Matamoros – miasto we wschodnim Meksyku, w stanie Tamaulipas, port nad rzeką Rio Grande, naprzeciw amerykańskiego miasta Brownsville. Około 450 tys. mieszkańców. Jest siedzibą władz gminy Matamoros.
W mieście rozwinął się przemysł chemiczny, skórzany, bawełniany oraz spożywczy.

## Miasta partnerskie
- Brownsville, Stany Zjednoczone